# Christa Erden
Christa Erden (* 13. Juli 1947 in Sontra als Christa Franke) ist eine deutsche Kommunalpolitikerin (CDU) und Verwaltungsmitarbeiterin. Sie war von 1996 bis 2006 Bürgermeisterin der niedersächsischen Mittelstadt Soltau.

## Leben
Nach dem Abitur begann Erden ein Jurastudium, das sie jedoch aus finanziellen Gründen abbrach. Danach studierte sie auf Lehramt für Grund- und Hauptschulen und schloss dieses Studium als Diplom-Pädagogin ab. Neben ihrer Arbeit als Lehrerin studierte sie in der Folgezeit an der Universität Psychologie, Medizin und Erziehungswissenschaft. Ab 1976 war sie stellvertretende Leiterin der Kreisvolkshochschule in Göttingen, zum 1. Januar 1980 wechselte sie als Direktorin der Kreisvolkshochschule Soltau in die Böhmestadt.
1986 wurde Erden Ratsmitglied in Soltau, damals noch als parteilose Kandidatin auf der CDU-Liste, zwei Jahre später trat sie dann in die CDU ein.
1996 wurde Erden zur Bürgermeisterin der Stadt Soltau gewählt, damals noch ein ehrenamtlicher Posten neben dem Stadtdirektor Jürgen Fenner. 2001 trat Erden erneut zur Bürgermeisterwahl an und setzte sich in einer Stichwahl am 23. September 2001 knapp mit 53,96 Prozent der Stimmen gegen Jürgen Frost (SPD) durch. Ab 1. November 2001 übernahm sie daraufhin nach der Fusion mit dem Amt des Stadtdirektors den neu geschaffenen Posten der hauptamtlichen Bürgermeisterin und war nun gleichzeitig Verwaltungschefin der Stadt. Ihr Amt als Direktorin der Kreisvolkshochschule legte sie aufgrund dessen nieder. In der Stichwahl zur Bürgermeisterwahl 2006 am 24. September 2006 unterlag Erden mit nur 33,1 Prozent der Stimmen dem SPD-Herausforderer Wilhelm Ruhkopf, ihre Amtszeit als Bürgermeisterin endete damit Ende Oktober 2006.
Ab 2006 arbeitete Erden im kommunalen Prüfungsamt der Kreisverwaltung.